# Quicentro Sur
El Centro Comercial Quicentro Sur es un centro comercial ubicado en la localidad de Quitumbe, al sur de Quito. Uno de los más grandes en América Latina. Se encuentra enlazado a la estación del Trole Morán Valverde. El centro comercial abrió sus puertas el 10 de agosto de 2010.

## Historia

### Construcción
El centro comercial comenzó su construcción en el año de 2008, en los antiguos predios donde funcionaba la fábrica más importante de The Coca-Cola Company en Ecuador. El centro comercial abrió sus puertas el martes 10 de agosto de 2010.

## Características
El mall cuenta con un patio de comidas de 40 locales y seis restaurantes y cafeterías para 2.000 personas, 16 bancos, diez salas de cine, una plazoleta para eventos y una pista de patinaje. Tiene cuatro plantas, dos están destinadas a parqueaderos y dos a locales comerciales.[cita requerida]
También tiene un local de Megamaxi, una pista de hielo, 10 salas de cine de la cadena Supercines, una zona exclusiva de juegos de la cadena Play Zone, una almacén de Juguetón, varias tiendas departamentales, farmacias y restaurantes.
Tienen capacidad para 3.000 vehículos en sus parqueos interiores y posee 165.000 metros cuadrados de superficie.[cita requerida]

## Tiendas
Algunas de las tiendas más relevantes del centro comercial son:
- Megamaxi
- Juguetón
- Fybeca
- Bebemundo
- De Prati
- EtaFashion
- Todo Hogar
- Adventure Play Zone
- RM
- Pycca
- Marathon Sports
- TVentas
- Super Paco
- Super Éxito
- Supercines